# Begonia lyman-smithii
Espèce
Begonia lyman-smithii est une espèce de plantes de la famille des Begoniaceae. Ce bégonia est originaire du Mexique. L'espèce fait partie de la section Gireoudia. Elle a été décrite en 1987 par Kathleen Burt-Utley et John F. Utley. L'épithète spécifique lyman-smithii est un hommage au botaniste américain Lyman Bradford Smith.

## Description

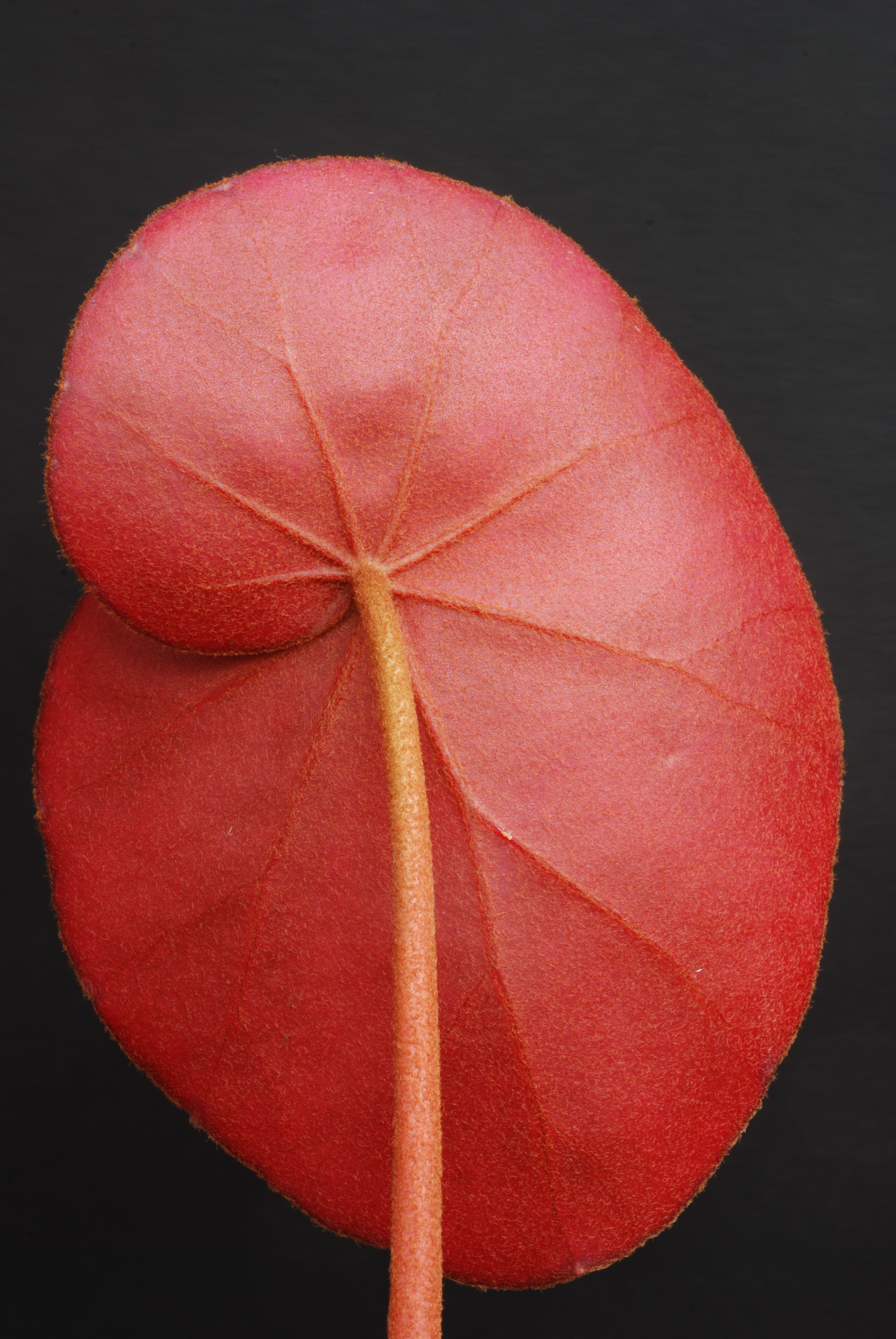
Revers d'une feuille
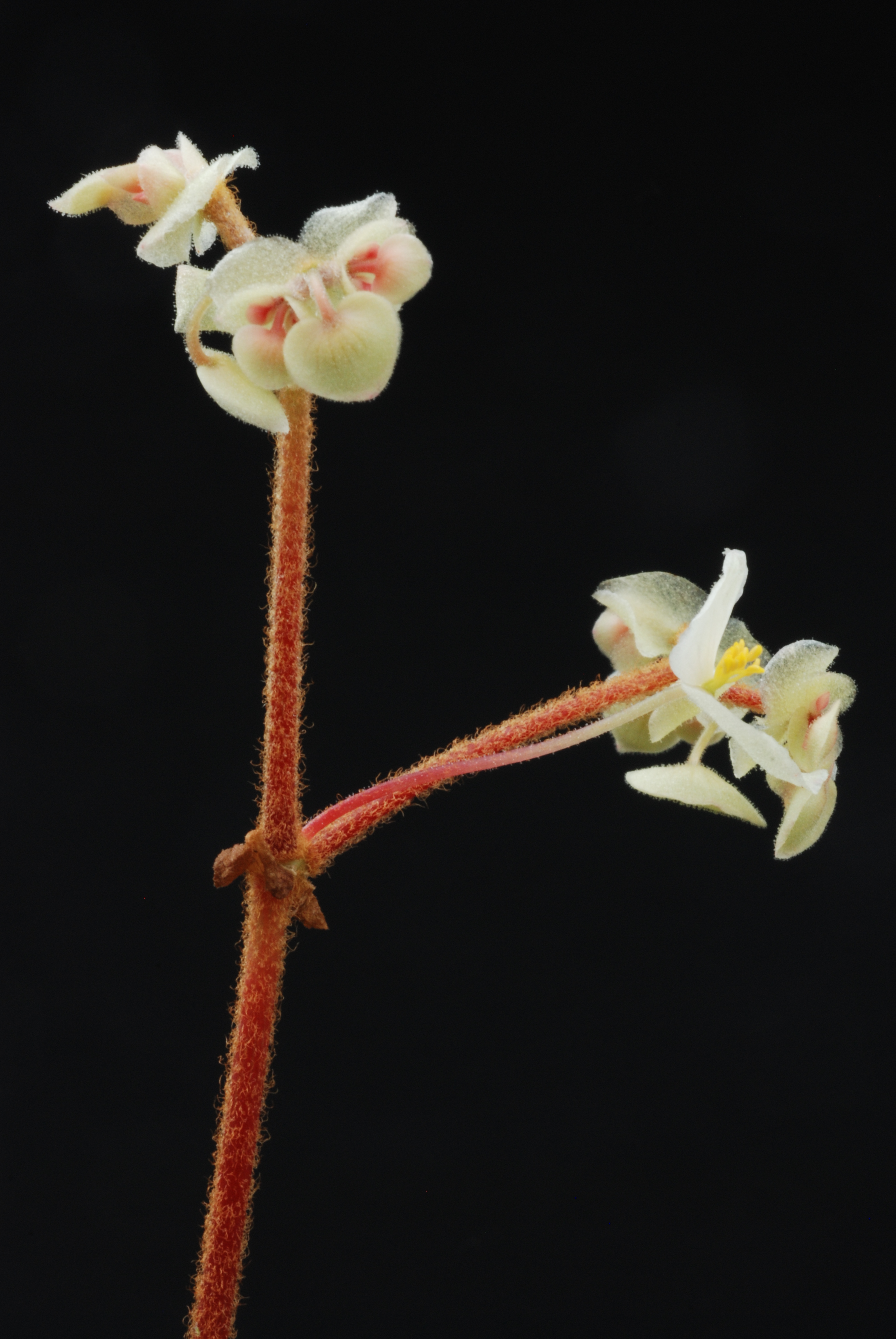
Inflorescence
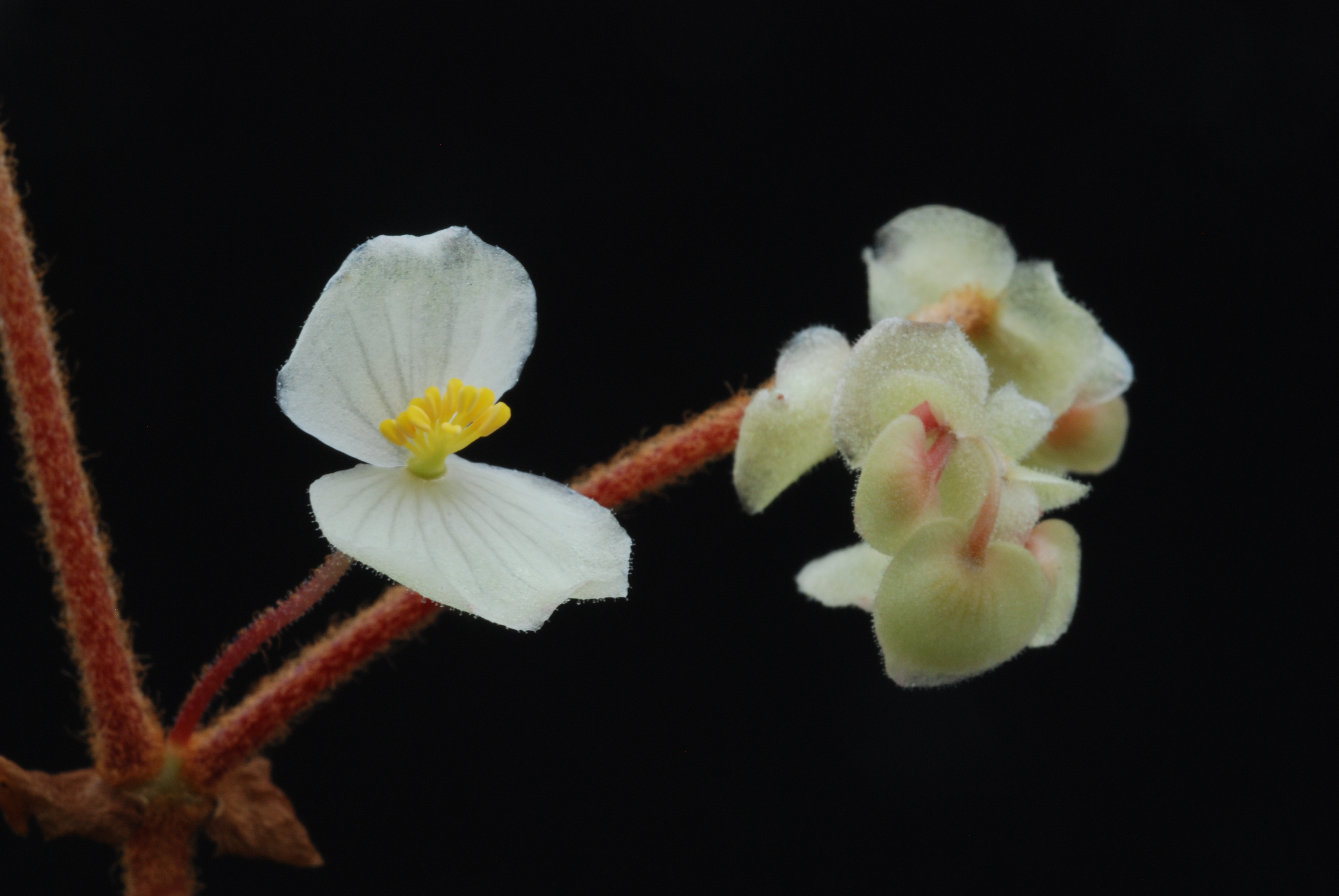
Une fleur

## Répartition géographique
Cette espèce est originaire du pays suivant : Mexique.